# Florestópolis
Florestópolis là một đô thị thuộc bang Paraná, Brasil. Đô thị này có diện tích 246,329 km², dân số năm 2007 là 11841 người, mật độ 50,1 người/km².